# Výklenková kaple se sochou svatého Jana Nepomuckého v Ďáblicích
Výklenková kaple se sochou sv. Jana Nepomuckého v Ďáblicích v Praze stojí v parku v ulici U Parkánu proti zámku a poblíž školy. Je chráněna jako nemovitá kulturní památka České republiky.

## Historie
Výklenková kaple i pískovcová socha pocházejí z roku 1767 (podle datovaní chronogramem).

## Popis
Výklenková kaple obdélníkového půdorysu je postavená z cihel. Má ústupkový štít a konchou hluboce vyklenutou niku, lemovanou pilastry. Konchu niky odděluje kordonová římsa, která přepásává také vnější plášť kaple. Místo stříšky je kaple ukončena cihlovými stupni. Čelní stěna a vnitřek niky jsou omítnuté. Niku uzavírá novodobá masivní mříž, která zamezuje pohled na sochu.

### Socha
Socha svatého Jana Nepomuckého spočívá na kamenném čtyřbokém pilířovém podstavci s patkou a hlavicí. Klečící postava je mírně skloněná a natočená ve směru své pravice. Má vzhůru zdvižené sepjaté ruce a pohlíží dolů na místo, kde kdysi byl andílek držící krucifix (z něj se dochoval pouze malý zbytek nohou). Na čelní straně soklu byl původně nápis s chronogramem, umístěný v rytém obdélníkovém rámci a vykrojenými rohy. Nápis je sešlý a ve svém celku nečitelný. Uprostřed čelní římsy podstavce byla kdysi malá kamenná soška Madony, nyní nezvěstná.
Na hranolovém podstavci byl vytesán nápis:
```
„DABLICEN SIVM QVAESO CERNE VOTA“
[
2
]
```